# Guy Augey

a Compétitions nationales et continentales officielles uniquement.

b Matchs officiels uniquement.
Guy Augey est un joueur international français de rugby à XIII qui a joué également au rugby à XV, né le 20 janvier 1922 à Bergerac et mort le 4 août 2000 à Castelnau-le-Lez.

## Carrière en rugby à XV

### Club
- US Souillac
- 1947-1952 : CA Brive

Entraineur à XV
- CA Brive : 1963-1965
- US Montauban[2] , champion de France en 1967 : 1965-1967 et 1975-1977
- SC Decazeville : 1967-1971

## Carrière en rugby à XIII

### Club
- US Villeneuve XIII : de 1946 à 1947
- RC Roanne XIII
- Lyon XIII

Entraineur à XIII
- US Villeneuve XIII
- Roanne XIII

### Équipe de France
- International (1 sélection) 1955, opposé à:
  - Pays de Galles[4]